# Crustulina lineiventris
Crustulina lineiventris là một loài nhện trong họ Theridiidae.
Loài này thuộc chi Crustulina. Crustulina lineiventris được miêu tả năm 1884 bởi Pavesi.